# Neolucanus curvidens
Neolucanus curvidens es una especie de coleóptero de la familia Lucanidae.

## Distribución geográfica
Habita en China.